# Damián Szifrón
Damián Szifron (né le 9 juillet 1975 à Ramos Mejía, dans le Grand Buenos Aires) est un réalisateur et scénariste argentin.

## Biographie
Szifron a étudié le cinéma avec le critique de cinéma Angel Faretta. Il a fréquemment collaboré avec l'acteur Diego Peretti, qui est notamment apparu dans ses films Punto Muerto (1998) et Los Simuladores (2002). Son film Les Nouveaux Sauvages a été sélectionné en compétition pour la Palme d'Or au 67e Festival de Cannes en 2014 et nommé aux Oscars pour le meilleur film en langue étrangère. Il lui vaut le Prix Platino du meilleur réalisateur en 2015.

## Filmographie partielle
Sauf indication contraire, les informations mentionnées dans cette section peuvent être confirmées par la base de données cinématographiques IMDb,  présente dans la section « Liens externes ».

### Réalisateur
- 2003 : El fondo del mar
- 2005 : Tiempo de valientes
- 2014 : Les Nouveaux Sauvages (Relatos salvajes)
- 2023 : Misanthrope (To Catch a Killer)

### Scénariste
- 2002-2003 : Los simuladores (série télévisée)
- 2003 : El fondo del mar de lui-même
- 2005 : Tiempo de valientes de lui-même
- 2006 : Hermanos y detectives (série télévisée)
- 2009 : Fratelli detective (téléfilm) de Giulio Manfredonia
- 2014 : Les Nouveaux Sauvages (Relatos salvajes) de lui-même
- 2023 : Misanthrope (To Catch a Killer) de lui-même